# Маклейн, Ларри
Джон Баннерман «Ларри» Маклейн (англ. John Bannerman «Larry» McLean; 18 июля 1881, Фредериктон, Нью-Брансуик — 24 марта 1921, Бостон, Массачусетс) — канадский бейсболист, кэтчер. Выступал за ряд клубов Главной лиги бейсбола с 1901 по 1915 год. Член Национального Зала славы бейсбола Канады.

## Биография

### Ранние годы и начало карьеры
Джон Маклейн родился 18 июля 1881 года во Фредериктоне в Нью-Брансуике. Позднее его семья переехала в США, где проживала в окрестностях Бостона. Спортивную карьеру он начал в 1899 году в канадских командах «Сент-Джон Роузес» и «Фредериктон Тартарс». Тогда же он получил прозвище «Ларри», под которым стал известен в дальнейшем. В Главной лиге бейсбола Маклейн дебютировал в апреле 1901 года в составе «Бостон Американс», но сыграл всего девять матчей и покинул команду и вернулся в Канаду, где выступал за «Галифакс Резолютс».
В 1903 году Маклейн пробовал свои силы в «Кливленде», но не договорился с командой об условиях контракта. Позднее он сыграл один матч за «Чикаго Кабс», а затем был обменян в «Сент-Луис Кардиналс». Уже после окончания карьеры в интервью журналу Sporting News Маклейн вспоминал, что в то время жил не как спортсмен. Он сыграл за «Кардиналс» всего 27 игр и в 1905 году был продан клубу Лиги Тихоокеанского побережья «Портленд Биверс». В 1906 году он отбивал с показателем 35,5 %, помог «Биверс» выиграть чемпионат лиги, а также впервые был оштрафован за злоупотребление алкоголем. В дальнейшем подобные штрафы он платил неоднократно.

### Цинциннати Редс
После победы «Биверс» продали Маклейна в «Цинциннати Редс», где он успел принять участие в двенадцати матчах чемпионата 1906 года. Следующий сезон стал для него первым полноценным в Главной лиге бейсбола. Он сыграл в 113 матчах, отбивал с показателем 28,9 % и быстро стал популярным среди болельщиков. В 1908 году, во время выставочной игры в Гаване, поклонники подарили Маклейну трость с серебряной рукоятью и гравировкой «Лучшему кэтчеру, которого когда-либо видели на Кубе». 
Во время выступлений за «Редс» Маклейна неоднократно штрафовали, а клуб даже нанимал частного детектива, чтобы следить за ним. Тренеры по-разному относились к проблемам игрока. Джон Ганзел терпел его выходки, Кларк Гриффит пытался воспитывать в нём ответственность и даже сделал Маклейна капитаном команды, Хэнк О’Дэй регулярно беседовал с ним один на один. В 1910 году кэтчера едва не отчислили за нарушение командных правил, но всё ограничилось недельной дисквалификацией и новым контрактом, по условиям которого Маклейн лишался бы заработной платы если в течение сезона его увидели бы в нетрезвом виде.
За «Цинциннати» он играл до конца сезона 1912 года. В сентябре Маклейн не явился на выставочный матч в Сиракьюзе, был отстранён от тренировок, а после окончания чемпионата его продали в «Кардиналс».

### Завершение карьеры
За несколько недель до начала предсезонных сборов весной 1913 года Маклейн ввязался в драку в бильярдной и сломал руку. Свидетели показали, что он пытался разнять дерущихся, и ему удалось избежать наказания. После восстановления он сыграл за «Сент-Луис» 48 матчей. В августе клуб обменял его в «Нью-Йорк Джайентс». До конца чемпионата Маклейн сыграл ещё в 30 матчах и вместе с командой стал победителем Национальной лиги. В Мировой серии против «Филадельфии» он был стартовым кэтчером «Джайентс» и выбил шесть хитов в пяти матчах финала.
В составе ньюйоркцев Маклейн играл до июня 1915 года. Во время выезда в Сент-Луис он подрался с главным тренером команды Джоном Макгро, после чего его карьера в Главной лиге бейсбола завершилась.

### После бейсбола
Покинув «Джайентс», Маклейн некоторое время играл за полупрофессиональные команды. Постепенно главным в его жизни стал алкоголь, значительную часть времени он проводил в барах. Двадцать четвёртого марта 1921 года в одном из баров Бостона он попытался забраться за стойку, после чего бармен достал пистолет и выстрелил в Маклейна. Он скончался на улице возле заведения. На тот момент Ларри Маклейну было 39 лет.
В 2000 году Зал спортивной славы Нью-Брансуика признал заслуги Маклейна, назвав его одним из пионеров бейсбола в провинции. В 2006 году он был избран в Национальный Зал славы бейсбола Канады.